# Britt Weerman
Britt Weerman (* 13. Juni 2003 in Assen) ist eine niederländische Leichtathletin, die sich auf den Hochsprung spezialisiert hat und aktuell Inhaberin des Landesrekordes ist.

## Sportliche Laufbahn
Erste internationale Erfahrungen sammelte Britt Weerman im Jahr 2021, als sie bei den U20-Europameisterschaften in Tallinn mit übersprungenen 1,88 m die Goldmedaille im Hochsprung gewann. Im Jahr darauf steigerte sie den von Nadine Broersen gehaltenen Landesrekord im Hochsprung auf 1,95 m und gewann anschließend bei den U20-Weltmeisterschaften in Cali mit 1,93 m die Silbermedaille. Kurz darauf gelangte sie bei den Europameisterschaften in München mit derselben Höhe auf Rang vier. Im Februar 2023 verbesserte sie den niederländischen Hallenrekord auf 1,96 m und auch bei den Halleneuropameisterschaften im März in Istanbul übersprang sie diese Höhe und sicherte sich damit die Silbermedaille hinter der Ukrainerin Jaroslawa Mahutschich. 2025 schied sie dann bei den Halleneuropameisterschaften in Apeldoorn mit 1,85 m in der Vorrunde aus und wurde Ende Juni bei der 1. Liga der Team-Europameisterschaft in Madrid mit 1,91 m Fünfte. Anschließend schied sie bei den U23-Europameisterschaften in Bergen ohne eine Höhe in der Vorrunde aus.
In den Jahren 2020 und 2022 wurde Weerman niederländische Meisterin im Hochsprung im Freien sowie von 2020 bis 2023 und 2025 in der Halle.